# Лейла Ахмерова
Лейла Ахмерова (1 травня 1957) — радянська хокеїстка на траві.
Бронзова призерка Олімпійських Ігор 1980 року.